# Saint-Brice (Seine-et-Marne)
Saint-Brice település Franciaországban, Seine-et-Marne megyében. Lakosainak száma 812 fő (2022. január 1.). Saint-Brice Rouilly, Léchelle, Provins, Sourdun és Voulton községekkel határos.

## Népesség
A település népessége az elmúlt években az alábbi módon változott:
| Lakosok száma | 666  | 734  | 794  | 781  | 793  | 807  | 808  | 810  | 812  |
|               | 2013 | 2015 | 2016 | 2017 | 2018 | 2019 | 2020 | 2021 | 2022 |